# ساندر كيلير
ساندر كيلير (بالهولندية: Sander Keller)‏ (18 سبتمبر 1979 بأمستردام في هولندا - ) هو لاعب كرة قدم هولندي في مركز الدفاع. لعب مع نادي أوترخت ونادي نوشاتل زاماكس ونادي روسيندال ‏ والمير سيتي.

## وصلات خارجية
- ساندر كيلير على موقع قاعدة بيانات كرة القدم.إي يو (الإنجليزية)
- ساندر كيلير على موقع Soccerway.com (الإنجليزية)
- ساندر كيلير على موقع عالم كرة القدم.نت (الإنجليزية)